# Randy Weston
Randy Weston (6. dubna 1926 Brooklyn, New York – 1. září 2018 Brooklyn) byl americký jazzový klavírista a hudební skladatel. Počátkem padesátých let hrál s Kennym Dorhamem a Cecilem Paynem. V roce 1954 založil vlastní trio a ve stejném roce nahrál své první album. V pozdějších letech vydal řadu dalších alb a spolupracoval s hudebníky, mezi něž patřili Charles Mingus, Babatunde Olatunji, Max Roach, Ron Carter nebo Yusef Lateef. V roce 2001 získal ocenění NEA Jazz Masters. Jeho bratrancem byl Wynton Kelly, rovněž klavírista.